# Stanny van Baer
Constance Catharina Margarethe (Stanny) van Baer (Indonesië, 1941 of 1942) is een Nederlands model. Van Baer werd in 1961 gekozen tot Miss International. 

## Jeugd en carrière
Van Baer bracht een deel van haar eerste jaren samen met haar moeder door in een Jappenkamp in het toenmalige Nederlands-Indië. Na de oorlog woonde ze in Amsterdam. Ze werd in 1961 door haar moeder opgegeven voor de verkiezing van Miss Amsterdam, die ze won. Daarna werd ze in Long Beach gekozen tot Miss International.
Van Baer trouwde ín september 1963 met de Amerikaanse tandarts Gene P. Meyer, van wie ze in 1970 scheidde. Haar verdere carrière is niet helemaal duidelijk. Volgens de Spokesman Review (dec. 1997) was Van Baer in 1997 dakloos en afhankelijk van voedselbonnen.